# Thailand Open 2007
Il Thailand Open 2007 è stato un torneo di tennis giocato sul cemento indoor. È stata la 5ª edizione del Thailand Open, che fa parte della categoria International Series nell'ambito dell'ATP Tour 2007. Si è giocato all'Impact Arena di Bangkok in Thailandia, dal 24 al 30 settembre 2007.

## Campioni

### Singolare
Dmitrij Tursunov ha battuto in finale  Benjamin Becker con il punteggio di 6–2, 6–1

### Doppio
Sanchai Ratiwatana /  Sonchat Ratiwatana hanno battuto in finale  Michaël Llodra /  Nicolas Mahut con il punteggio di 3–6, 7–5, 10–7